# 안토니오 베니에르

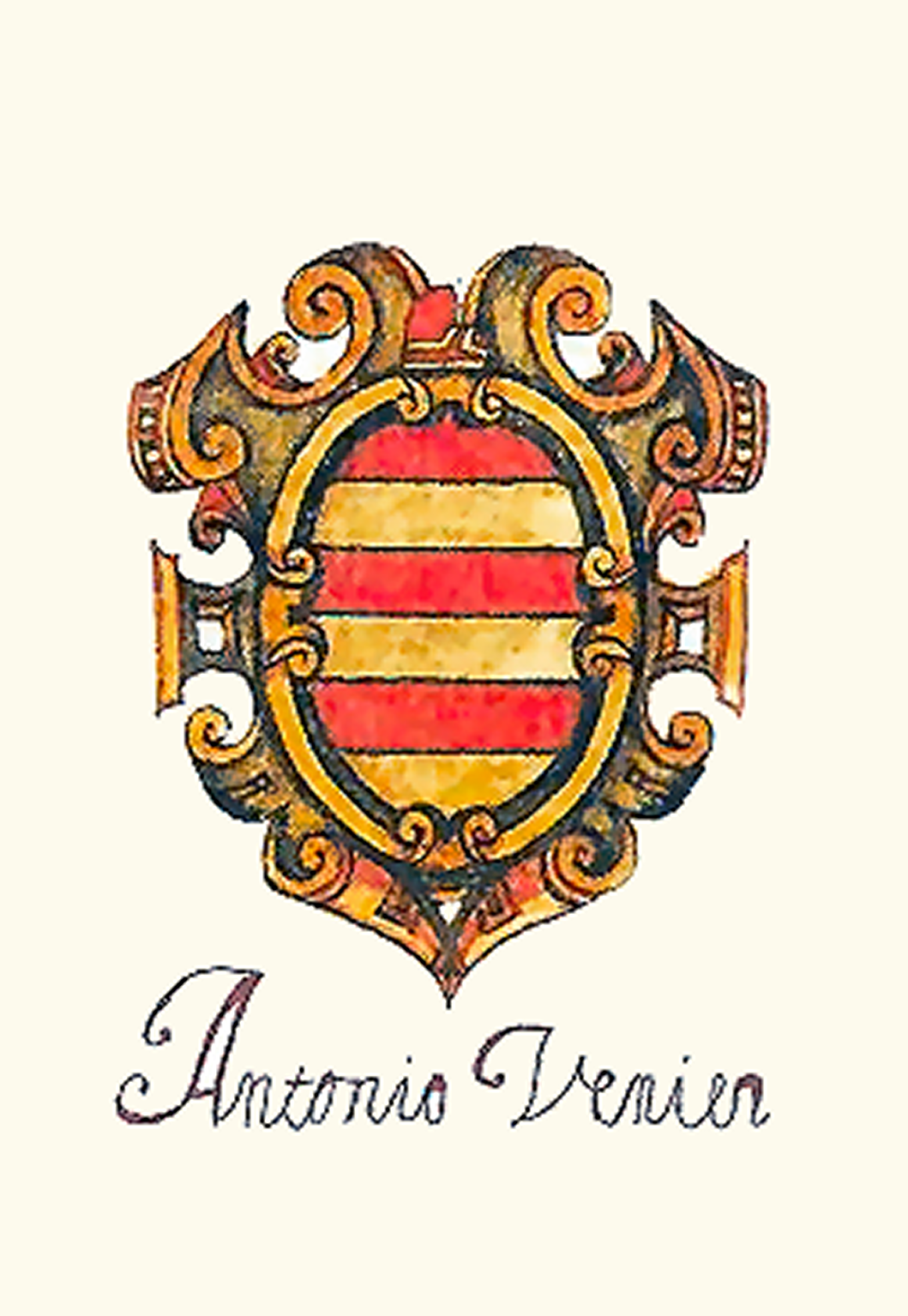
안토니오 베니에르의 문장.

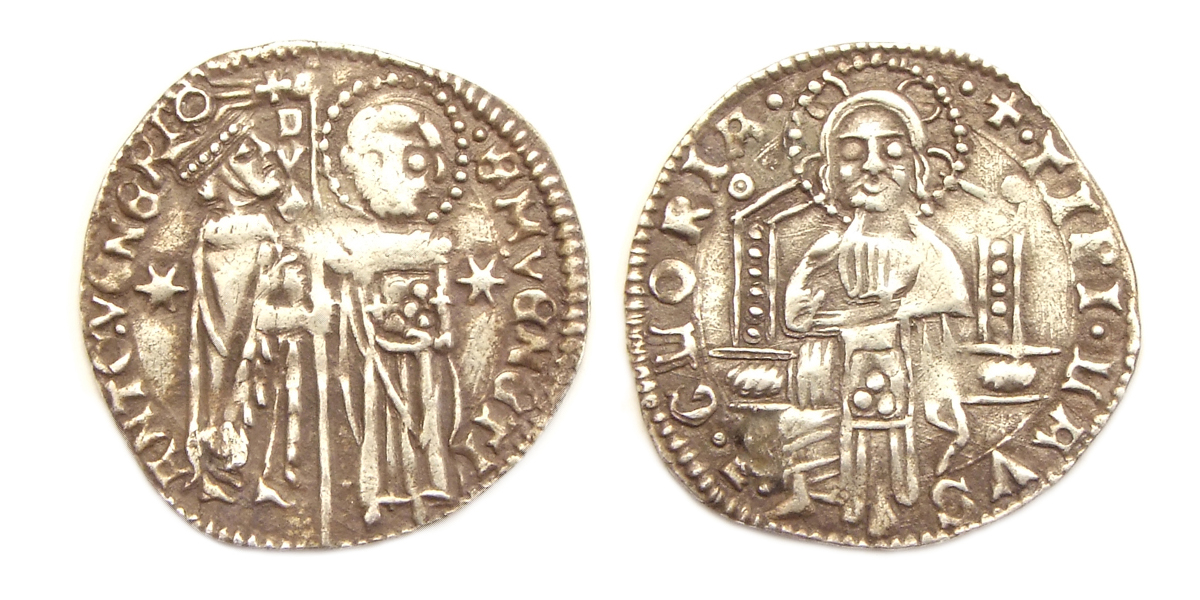
베네치아 공화국의 도제 안토니오 베니에르의 베네치아 그로소 또는 마타판.

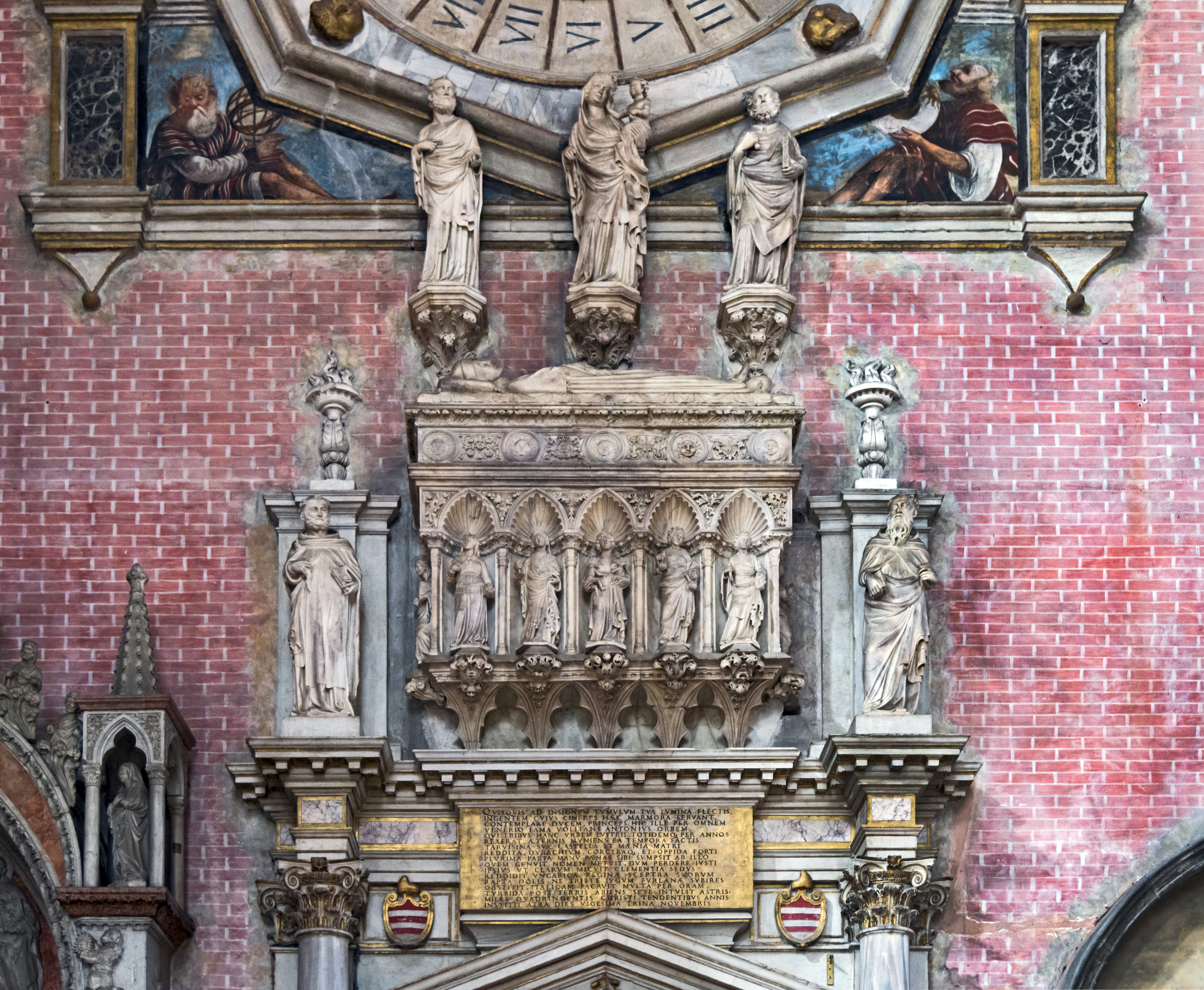
도제 안토니오 베니에르의 무덤.

안토니오 베니에르(Antonio Venier, 1330년 경 – 1400년 11월 23일)는 1382년부터 그의 사망까지 베네치아 공화국의 도제이다. 그는 도제들의 전통적인 매장소인 산티 조반니 에 파올로 성당에 묻혔다. 그는 아녜세(Agnese)와 혼인했다.